# Вадово-Селищинское сельское поселение
Вадово-Селищинское се́льское поселе́ние — упразднённое муниципальное образование в Зубово-Полянском районе Мордовии Российской Федерации.
Административный центр — село Вадовские Селищи.

## История
Статус и границы сельского поселения установлены Законом Республики Мордовия от 7 февраля 2005 года № 12-З «Об установлении границ муниципальных образований Зубово-Полянского муниципального района, Зубово-Полянского муниципального района и наделении их статусом сельского поселения, городского поселения и муниципального района».
Законом Республики Мордовия от 25 мая 2012 года, в Вадово-Селищинское сельское поселение было включено упразднённое Подлясовское сельское поселение с одноимённым ему сельсоветом.
Упразднено в 2019 году с включением всех населённых пунктов в Анаевское сельское поселение (сельсовет).

## Население
| 2002 | 2010 | 2012 | 2013 | 2014 | 2015 | 2016 |
| ---- | ---- | ---- | ---- | ---- | ---- | ---- |
| 418  | ↘329 | ↘316 | ↗383 | ↘365 | ↘337 | ↘324 |
| 2017 | 2018 | 2019 |      |      |      |      |
| ↘316 | ↘290 | ↘279 |      |      |      |      |

## Населённые пункты
| № | Населённый пункт | Тип населённого пункта | Население |
| - | ---------------- | ---------------------- | --------- |
| 1 | Вадовские Селищи | село                   | ↘289      |
| 2 | Заря             | посёлок                | ↘18       |
| 3 | Од Веле          | посёлок                | ↘22       |
| 4 | Парца            | посёлок                | ↘0        |
| 5 | Подлясово        | село                   | ↘93       |